# Orepukia catlinsensis
Espèce
Orepukia catlinsensis est une espèce d'araignées aranéomorphes de la famille des Cycloctenidae.

## Distribution
Cette espèce est endémique de Nouvelle-Zélande.

## Description
La carapace de la femelle holotype mesure 3,25 mm de long sur 2,60 mm et l'abdomen 4,60 mm de long sur 3,10 mm et la carapace du mâle paratype mesure 3,25 mm de long sur 2,30 mm et l'abdomen 2,75 mm de long sur 1,90 mm.

## Publication originale
- Forster & Wilton, 1973 : The spiders of New Zealand. Part IV. Otago Museum Bulletin, vol. 4, p. 1-309.